# Immunoanalisi magnetica
L'immuno-analisi magnetica (MIA) o analisi immunologica magnetica è un nuovo tipo di immuno-analisi diagnostica che usa granuli (beads) magnetici come marcatori (labels) al posto di enzimi (ELISA), radioisotopi (RIA) o composti fluorescenti (immuno-analisi fluorescente). Questo tipo di saggio prevede il legame fra antigene ed anticorpo, dove uno dei due è legato ad una particella magnetica. Questa metodica è utilizzata per estrazione di citochine specifiche come le Interleuchine ed immunochine, essendo quest'ultime molto sensibili ad estrazione con eventuali enzimi. La presenza di tali particelle magnetiche viene poi rilevata da un lettore magnetico (magnetometro) che misura la variazione del campo magnetico provocato da queste. Il segnale misurato dal magnetometro è proporzionale alla quantità di analita (virus, tossina, batteri, marcatori cardiaci, ecc.) presente nel campione iniziale.

## Marcatori magnetici
I granuli (beads) magnetici sono costituiti da particelle di ossido di ferro di dimensioni nanometriche incapsulate o incollati insieme da polimeri. Le loro dimensioni vanno da 35 nm fino a 4,5 µm.
Le nanoparticelle magnetiche variano da 5 a 50nm e mostrano una proprietà singolare, il superparamagnetismo, in presenza di un campo magnetico applicato dall'esterno. Scoperta per la prima volta dal francese Louis Néel, premio Nobel per la fisica nel 1970, questa proprietà è stata già sfruttata in campo medico nella Imaging a risonanza magnetica (MRI, Magnetic Resonance Imaging) e in metodi di separazioni biologici, ma non ancora per la marcatura (labeling)  di prodotti commerciali per applicazioni diagnostiche.
I marcatori magnetici presentano diverse caratteristiche che li rendono adatti per queste applicazioni:
- non sono influenzati dai reagenti presenti e non sono fotosensibili, quindi sono stabili nel tempo,
- il segnale magnetico di fondo di campioni biologici è di solito trascurabile
- la torbidità o la colorazione del campione non influenzano le loro proprietà magnetiche
- i granuli possono essere manipolati a distanza tramite magneti.

## Magnetometri
La strumentazione in grado di rilevare la presenza e misurare il segnale magnetico totale di un campione è molto semplice, tuttavia per sviluppare un MIA efficace bisogna trovare un modo per separare il rumore di fondo magnetico dal segnale della molecola target marcata magneticamente. Vari approcci e dispositivi sono stati impiegati per incrementare il rapporto segnale-rumore (SNR, Signal-to-Noise Ratio) in applicazioni biosensoristiche: sensori magneto-resistivi giganti e valvole rotanti (spin valves), cantilever piezo-resistivi, sensori induttivi, dispositivi superconduttori ad interferenza quantistica, anelli magneto-resistivi anisotropi e sensori miniaturizzati di Hall. Ma, per migliorare il SNR bisogna che lo strumento permetta di effettuare scansioni ripetute e di elaborare i risultati matematicamente, inoltre deve consentire un allineamento preciso fra target e sensore a livello microscopico; queste esigenze complicano notevolmente l'architettura dello strumento. Oltre questi problemi, la MIA, che si basa sulle proprietà magnetiche non-lineari dei marcatori magnetici può sfruttare la capacità intrinseca di un campo magnetico di poter passare attraverso la plastica, l'acqua, la nitrocellulosa e altri materiali, consentendo così una misurazione volumetrica precisa, in vari formati di analisi immunochimiche. A differenza dei metodi convenzionali che misurano la suscettibilità dei materiali superparamagnetici, una MIA basata sulla magnetizzazione non lineare elimina l'influenza dei materiali lineari dia- o paramagnetici come la matrice del campione, la plastica dei materiali di consumo e/o la nitrocellulosa.
Anche se il magnetismo intrinseco di questi materiali è molto debole, con valori tipici di suscettibilità di –10-5 (materiali diamagnetici) o +10-3 (materiali paramagnetici), quando sono in esame quantità molto piccole di materiali superparamagnetici, alcuni nanogrammi per test, il segnale di fondo generato dagli altri materiali presenti non può essere trascurato. Nella MIA basata sulle proprietà magnetiche non lineari dei marcatori magnetici, i granuli (beads) sono esposti ad un campo magnetico alternato a due frequenze, F1 e F2. In presenza di materiali non lineari quali i marcatori superparamagnetici, un segnale può essere registrato a frequenze combinatorie, per esempio, a f = f1 ± 2×f2. Questo segnale è direttamente proporzionale alla quantità di materiale magnetico all'interno della bobina di lettura (reading coil).
Questa tecnologia rende possibile le analisi immunochimiche magnetiche in una varietà di formati, come ad esempio:
- Test a flusso laterale convenzionale tramite la sostituzione dei marcatori di Au con marcatori magnetici,
- Test in flusso verticale che consente l'identificazione di analiti (come i batteri) in campioni di volume notevole
- Applicazioni di microfluidica e biochip

Sono state riportate anche applicazioni in vivo e per saggi multiparametrici.